# Bataille de Big Mound
Partie des guerres indiennes, guerre de Sécession
Batailles
Campagne contre les Sioux en Dakota du Nord :
- Big Mound
- Dead Buffalo Lake
- Stony Lake
- Whitestone Hill

La bataille de Big Mound est une victoire de l'armée des États-Unis en juillet 1863 sur des indiens sioux Santee alliés avec quelques sioux Yankton, Yanktonai et Teton dans le Territoire du Dakota.

## Contexte

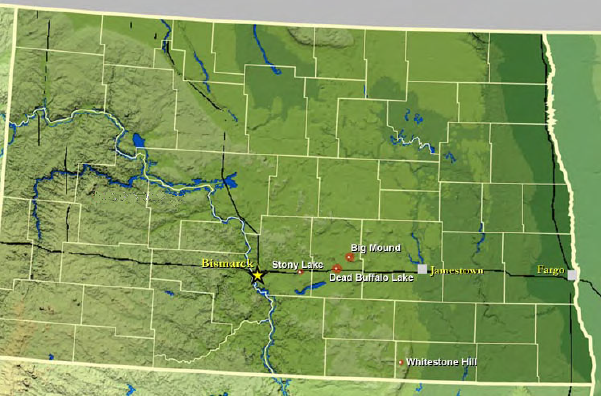
Carte des opérations contre les Sioux dans le nord du Dakota.

La défaite de Little Crow lors de la guerre des Sioux de 1862 cause une dispersion généralisée des Santees (ou Dakotas orientaux). Sur les 6 300 Santees, 2 000 sont faits prisonniers. Environ 700 des Lower Sioux des groupes Mdewakanton (en) et Wahpekute restent libres. La plupart des 4 000 Upper Sioux des groupes de Sisseton et de Wahpeton, qui ont été des participants réticents de la guerre, restent aussi libres. Quelques réfugiés de cette guerre fuient vers le Canada, mais plus de 4 000 se rassemblent durant l'été 1863 sur un grand campement dans l'actuel comté de Kidder au Dakota du Nord. Ils sont rejoints dans le camp par un nombre inconnu, mais probablement quantifiable, de leurs proches Teton, Yankton, et Yanktonai.
Malgré la défaite, néanmoins, les raids Santee se poursuivent en 1863, causant plus d'une douzaine de morts au Minnesota. Pour protéger la frontière, Henry Hastings Sibley, nommé brigadier général de volontaires, reçoit l'ordre de son supérieur, le général John Pope, de mener une expédition militaire punitive contre les Santees. Le 16 juillet 1863, Sibley quitte les environs du Fort Ridgely et s'engage dans le Territoire du Dakota. Son armée se monte initialement à 3 320 hommes, la plus grande force militaire constituée pour combattre des Amérindiens.
La colonne pesante de Sibley s'achemine lentement vers le nord-ouest, ralentie par la sécheresse, la chaleur, et le manque d'eau potable. Après un mois de voyage sans avoir vu un seul Amérindien, Sibley est informé par un groupe de chasseurs de bisons, la plupart des Métis Ojibwés, de la présence un grand campement de 600 tentes de Santees. Avec une armée réduite à 2 056 hommes — 1 436 fantassins, 520 cavaliers et 100 artilleurs plus 60 éclaireurs sioux et métis — Sibley localise le campement Santee le 24 juillet 1863. Il s'arrête à proximité et envoie Joseph LaFramboise, éclaireur et interprète, métis sioux, dans le camp amérindien pour proposer une rencontre avec le chef Upper Sioux Standing Buffalo. Sibley pense, probablement avec raison, que Standing Buffalo et ses partisans préfèrent la paix avec les blancs. Cependant, Inkpaduta, que l'armée pense être implacablement hostile aux blancs, et son groupe est aussi dans le camp amérindien.

## Bataille
Anticipant la rencontre entre Sibley et Standing Buffalo, un groupe de Sioux et des éclaireurs de Sibley se rassemblent paisiblement sur une colline, appelée Big Mound, à 275 ou 370 mètres du camp de Sibley. Un chirurgien militaire, le Dr Josiah S. Weiser, s'approche de Big Mound pour saluer plusieurs de ses amis amérindiens, mais est soudainement abattu et tué par Tall Crown, un partisan d'Inkpaduta. Les éclaireurs et les Sioux ouvrent le feu les uns sur les autres et la bataille commence.
Sibley estime qu'il fait face à 1 000 ou 1 500 guerriers amérindiens. Ils utilisent la couverture des collines et des ravins. Sibley envoie en avant deux compagnies de Mounted Rangers pour déloger les Amérindens de Big Mound et, pour les soutenir, plus de soldats et un canon de six livres. En atteignant le sommet de Big Mound, Sibley peut voir les guerriers amérindiens en train de se replier, protégeant les femmes et les enfants du camp amérindien fuyant vers l'ouest avec leurs biens. Les Santees sont mal armés. Seule la moitié d'entre eux ont une arme à feu et ceux-ci n'ont que peu de munitions.
Plusieurs centaines de Mounted Rangers poursuivent les guerriers amérindiens, protégeant la fuite de leurs femmes et leurs enfants, jusqu'à la nuit. La plupart des fantassins de Sibley se consacrent à la destruction de grandes quantités de jerky, de peaux de bisons, d'ustensiles de cuisine, et d'autres biens abandonnés par les Sioux lors de leur fuite hâtive.
Sibley pense faire continuer la poursuite des Sioux, qui campent où ils ont passé la nuit, par les Rangers le lendemain. Cependant, à la suite d'un ordre erroné, les Rangers reçoivent l'ordre de retourner à leur base, à 19 kilomètres d'où ils sont. Ils arrivent épuisés et Sibley est obligé de donner du repos aux soldats et aux chevaux le lendemain, le 25 juillet, avant de continuer sa poursuite le 26. Les pertes de Sibley pour la journée sont de trois morts et quatre blessés. Dans le rapport officiel de Sibley, il estime que 80 Amérindiens ont été tués ou blessés, mais son journal dit que seuls 9 sont morts.

## Conséquences
Les Sioux ne semblent pas vouloir combattre Sibley avec ardeur. Standing Buffalo aurait pu se rendre avec ses partisans si la mort du chirurgien militaire n'avait pas précipité la bataille. Les batailles de Dead Buffalo Lake et de Stony Lake suivent rapidement alors que Sibley poursuit les Sioux vers l'ouest.

## Unités fédérales impliquées
- District du Minnesota (en) : Brigadier général Henry Hastings Sibley
  - 1st Minnesota Cavalry « Mounted Rangers » (en) : colonel Samuel McPhail
  - 6th Minnesota Infantry (en) : colonel William Crooks
  - 7th Minnesota Infantry (en) : lieutenant colonel William R. Marshall (en)
  - 10th Minnesota Infantry (en) : colonel James H. Baker (en)
  - 3rd Minnesota Light Artillery Battery (en) : lieutenant J. C. Whipple